# ツヴァイヘンダー

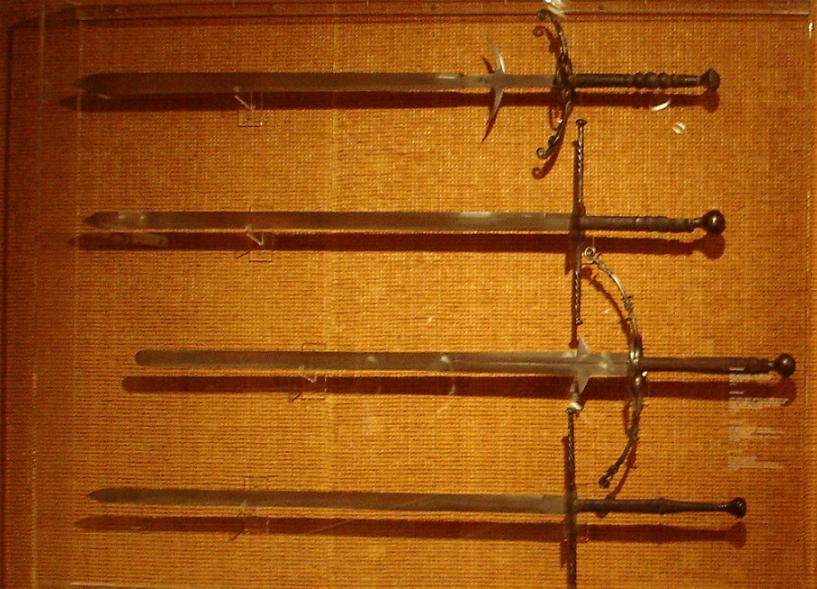
ツヴァイヘンダー
スイス、バーゼルのバーゼル歴史博物館の展示品

ツヴァイヘンダー（独: Zweihänder  発音）は、ドイツの巨大な両手剣。日本では「ツヴァイハンダー」と表記・発音される場合もある。「ビヘンダー（Bidhänder）」または「ビデンヘンダー（Bidenhänder）」とも呼ばれた。イタリアやスイスでも用いられた。

## 概要

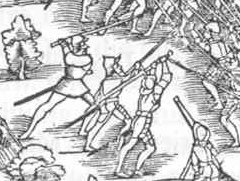
1548年 スイス、ケッペルの戦いを描いた図（部分拡大）
パイク兵の隊列に対してツヴァイヘンダーが使用されている様子が描かれている

ツヴァイヘンダーは全長1.4 - 1.7メートル（標準的な全長は1.5 - 1.6メートル）、刀身は1.0 - 1.3メートル、2 - 5キログラムほどの重量を有していた。4キログラム以上の製品はもっぱらパレード用ないし展示用なので実戦で使われず、熱処理や研磨を受けていない場合もあった。操作性を増すために剣に対して柄が長くとられており、全長の5分の2から3分の1程度になる。
刀身の根元には フェールシェルフェ (Fehlschärfe) または“リカッソ” (Ricasso) と呼ばれる、刃を付けていない（しばしば革で覆われた）部分があり、その部分を持って剣を振るうこともできる。これにより、ポールウェポンのように、より高い破壊力を発揮する形で振り回すことができた。長大で重量のある巨大な剣を取り回ししやすいように柄を長く改良した、日本の長巻に近い武器といえる。
また、当時の剣士たちは複数の相手との戦いや長柄武器に対する有効な武器としても認識しており、軍旗や指揮官を護衛する部隊に用いられた。
両手剣は小ぶりなものを別とすれば、素早く動かすことが困難であるため、あらかじめ回すように剣を振り、そのままいかに勢いを絶やさずに扱うかが重要であり、上から下に振り下ろす動作は体力の消耗やスキの大きさの関係上から避けられたという。
16世紀 、神聖ローマ帝国のマクシミリアン1世の時代、 ランツクネヒトが使用する剣として有名になった。パイクを持った槍兵が並んで騎兵の突撃を防ぐために作り上げた壁に対し、ランツクネヒトはこの剣で槍の柄を切り払って活路を開いたという。
ドイツの刀剣には波打った刀身を持つフランベルクと呼ばれるものがあり、ツヴァイヘンダーの中にもこのような刀身を持つものがある。